# Puchar Polski w piłce nożnej (1968/1969)
Puchar Polski w piłce nożnej mężczyzn w sezonie 1968/1969 – 15. edycja rozgrywek, mających na celu wyłonienie zdobywcy Pucharu Polski, który uzyska tym samym prawo gry w Pucharze Zdobywców Pucharów w sezonie 1969/70. Zwycięzcą rozgrywek został Górnik Zabrze, dla którego był to trzeci Puchar Polski w historii klubu. 
Mecz finałowy odbył się 28 maja 1969 na Stadionie ŁKS-u w Łodzi.

## I runda
| Drużyna 1               | Wynik   | Drużyna 2           |
| ----------------------- | ------- | ------------------- |
| PKS Odra Wrocław        | 0:1     | Cracovia            |
| Radomiak Radom          | 4:0     | Motor Lublin        |
| PTC Pabianice           | 0:5     | Lech Poznań         |
| Gedania Gdańsk          | 1:2     | Włókniarz Pabianice |
| Orzeł Międzyrzecz       | 2:1     | Górnik Wałbrzych    |
| Warta Poznań            | 1:0     | Zawisza Bydgoszcz   |
| Chemik Kędzierzyn-Koźle | 1:4 pd. | Lotnik Wrocław      |
| Warmia Olsztyn          | 0:6     | Gwardia Warszawa    |
| Kujawiak Włocławek      | 0:4     | Olimpia Poznań      |
| Victoria Sianów         | 1:6     | Arkonia Szczecin    |
| BKS Stal Bielsko-Biała  | 2:1 pd. | Victoria Jaworzno   |
| Sandecja Nowy Sącz      | 1:2     | ŁKS Łódź            |
| Silesia Miechowice      | 2:1 pd. | Garbarnia Kraków    |
| Dąbski Kraków           | 0:3     | Unia Racibórz       |
| Górnik Kazimierz        | 1:2 pd. | Hutnik Nowa Huta    |
| Mazur Ełk               | 5:0     | Arka Gdynia         |
| Warszawianka            | 3:1 pd. | Start Łódź          |
| Resovia                 | 0:3     | Unia Tarnów         |

## 1/16 finału
Do rywalizacji dołączyły drużyny z I ligi.
| Drużyna 1              | Wynik          | Drużyna 2          |
| ---------------------- | -------------- | ------------------ |
| Cracovia               | 2:3            | Górnik Zabrze      |
| Hutnik Nowa Huta       | 0:2            | Stal Rzeszów       |
| Radomiak Radom         | 1:2 pd.        | Szombierki Bytom   |
| Włókniarz Pabianice    | 1:2 pd.        | Zagłębie Sosnowiec |
| Lech Poznań            | 0:3 pd.        | Zagłębie Wałbrzych |
| Mazur Ełk              | 0:0 pd. k. 4:6 | Gwardia Warszawa   |
| Unia Racibórz          | 2:1            | Ruch Chorzów       |
| Arkonia Szczecin       | 2:0            | GKS Katowice       |
| Silesia Miechowice     | 1:0            | ŁKS Łódź           |
| Olimpia Poznań         | 2:1            | Pogoń Szczecin     |
| Lotnik Wrocław         | 1:2            | Polonia Bytom      |
| BKS Stal Bielsko-Biała | 2:1            | Odra Opole         |
| Warszawianka           | 0:3            | Wisła Kraków       |
| Unia Tarnów            | 3:1            | ROW Rybnik         |
| Warta Poznań           | 1:5            | Legia Warszawa     |
| Orzeł Międzyrzecz      | 0:0 pd. k. 3:4 | Śląsk Wrocław      |

## 1/8 finału
| Drużyna 1              | Wynik | Drużyna 2          |
| ---------------------- | ----- | ------------------ |
| Olimpia Poznań         | 1:2   | Górnik Zabrze      |
| Gwardia Warszawa       | 2:0   | Zagłębie Sosnowiec |
| Arkonia Szczecin       | 5:1   | Zagłębie Wałbrzych |
| Unia Tarnów            | 2:0   | Wisła Kraków       |
| BKS Stal Bielsko-Biała | 1:2   | Unia Racibórz      |
| Szombierki Bytom       | 3:0   | Stal Rzeszów       |
| Śląsk Wrocław          | 1:0   | Polonia Bytom      |
| Silesia Miechowice     | 0:4   | Legia Warszawa     |

## Ćwierćfinały
| Drużyna 1        | Wynik dwumeczu | Drużyna 2        | Pierwszy mecz | Drugi mecz |
| ---------------- | -------------- | ---------------- | ------------- | ---------- |
| Arkonia Szczecin | 2:3            | Legia Warszawa   | 0:0           | 2:3        |
| Unia Tarnów      | 2:2 pd. k. 4:2 | Unia Racibórz    | 1:0           | 1:2        |
| Gwardia Warszawa | 1:1 pd. k. 8:7 | Śląsk Wrocław    | 1:1           | 0:0        |
| Górnik Zabrze    | 5:3            | Szombierki Bytom | 3:3           | 2:0        |

## Półfinały
| Drużyna 1        | Wynik dwumeczu | Drużyna 2      | Pierwszy mecz | Drugi mecz |
| ---------------- | -------------- | -------------- | ------------- | ---------- |
| Gwardia Warszawa | 1:3            | Górnik Zabrze  | 1:1           | 0:2        |
| Unia Tarnów      | 1:3            | Legia Warszawa | 0:1           | 1:2        |

## Finał
Spotkanie finałowe odbyło się 28 maja 1969 na Stadionie ŁKS-u w Łodzi. Frekwencja na stadionie wyniosła 40 000 widzów. Mecz sędziował Włodzimierz Karolak z Łodzi. Mecz zakończył się zwycięstwem Górnika Zabrze 2:0. Bramki dla Górnika zdobyli Włodzimierz Lubański w 17. minucie i Erwin Wilczek w 76. minucie. 
| 28 maja 1969 | Górnik Zabrze · Lubański 17' · Wilczek 76' | 2:01:0Raport | Legia Warszawa | Stadion ŁKS-u, Łódź Widzów: 40 000 Sędzia: Włodzimierz Karolak (Łódź) |
|              |                                            |              |                |                                                                       |

| GÓRNIK ZABRZE |  |                      |  |     |
|               |  |                      |  |     |
|               |  |                      |  |     |
| BR            |  | Hubert Kostka        |  |     |
| OB            |  | Rainer Kuchta        |  |     |
| OB            |  | Stanisław Oślizło    |  |     |
| OB            |  | Henryk Latocha       |  |     |
| OB            |  | Karol Kapciński      |  |     |
| PO            |  | Alfred Olek          |  |     |
| PO            |  | Erwin Wilczek        |  |     |
| PO            |  | Alojzy Deja          |  | 49' |
| NA            |  | Zygfryd Szołtysik    |  |     |
| NA            |  | Włodzimierz Lubański |  |     |
| NA            |  | Hubert Skowronek     |  |     |
| Rezerwowi     |  |                      |  |     |
| PO            |  | Jerzy Musiałek       |  | 49' |
| Trener:       |  |                      |  |     |
| Géza Kalocsay |  |                      |  |     |

| LEGIA WARSZAWA   |  |                      |  |     |
|                  |  |                      |  |     |
| BR               |  | Władysław Grotyński  |  |     |
| OB               |  | Władysław Stachurski |  |     |
| OB               |  | Feliks Niedziółka    |  |     |
| OB               |  | Andrzej Zygmunt      |  |     |
| OB               |  | Antoni Trzaskowski   |  |     |
| PO               |  | Zygfryd Blaut        |  | 65' |
| PO               |  | Kazimierz Deyna      |  |     |
| PO               |  | Bernard Blaut        |  |     |
| PO               |  | Jan Pieszko          |  |     |
| NA               |  | Lucjan Brychczy      |  |     |
| NA               |  | Robert Gadocha       |  |     |
| Rezerwowi:       |  |                      |  |     |
| PO               |  | Janusz Żmijewski     |  | 65' |
| Trener:          |  |                      |  |     |
| Jaroslav Vejvoda |  |                      |  |     |

| Puchar Polski (1968/69)    |
| -------------------------- |
| Górnik Zabrze Trzeci Tytuł |